# MA-207
A MA-207, mais conhecida como Via Expressa ou Avenida Joãosinho Trinta é um rodovia estadual em construção no estado no Maranhão, no Brasil.  Possui três faixas, sendo uma exclusiva para ônibus, além de ciclovia e canteiro central.
Interliga os bairros Jaracaty, Cohafuma, Vinhais e Maranhão Novo. Foi concebida para ser entregue na comemoração dos 400 anos de São Luís, e como meio de desafogar o trânsito e reduzir os engarrafamentos da Avenida Jerônimo de Albuquerque.
Envolveu a construção de cinco pontes e dois viadutos, num total de 9 km de via e investimentos da ordem de R$ 125 milhões. Foi inaugurada em duas etapas, uma em 2012 e outra em 2014.

## Vinhais Velho
A obra foi cerca de diversas críticas, como a destruição da vegetação do Sítio Santa Eulália. O trecho da avenida que passaria pelo Vinhais Velho, com a construção de uma ponte, levaria a desapropriações de casas e à mudança nos hábitos de vida da comunidade, que seria dividida ao meio pela via. O bairro é um importante sítio arqueológico, guardando registros históricos da capital desde sua fundação. O fato resultou na mobilização dos habitantes do Vinhais Velho e de diversos movimentos sociais para preservação do patrimônio histórico e cultural, levando a disputas judiciais e à suspensão das obras. Também foram realizados protestos, ocorrendo intervenção das forças policiais.
Apesar das disputas judiciais, a obra foi concluída. Também foram realizadas escavações pelo IPHAN e descobertos diversos objetos antigos, que foram colocados em um memorial construído na igreja do bairro.